# Marienplatz
Marienplatz (opkaldt efter Jomfru Maria) er et centralt torv i centrum af München i Tyskland. Det har siden 1158 været byen primære torv.
I 1867 påbegyndte man opførslen af Neues Rathaus, der stod færdig i 1909. Siden 1874 har det været byens rådhus.
Midt på pladsen står Mariensäule (de) (Mariesøjlen), der blev rejst i 1638 efter afslutningen på den svenske besættelse i forbindelse med 30-årskrigen.